# Verbraucherschutzministerkonferenz
Die Verbraucherschutzministerkonferenz (kurz VSMK) ist seit 2001 die ständige Fachkonferenz der für Verbraucherschutzpolitik zuständigen Minister und Senatoren der deutschen Bundesländer. Sie ist kein Verfassungsorgan wie der Bundesrat, sondern ein freiwilliger Zusammenschluss der Länder im Rahmen des sogenannten kooperativen Föderalismus. Sie dient der Koordinierung zwischen den Ländern und der Zusammenarbeit mit der Bundesregierung, die in der Regel durch den für den Verbraucherschutz zuständigen Bundesminister als Gast teilnimmt.
Die Aufgaben des Verbraucherschutzes sind in einigen Ländern auf mehrere Ministerien verteilt, so dass diese Länder entsprechend durch mehrere Minister in der VSMK vertreten sind. Gleichwohl hat jedes Land nur eine Stimme. Der VSMK gehören derzeit 20 Länderminister sowie die Bundesminister Stefanie Hubig (Justiz und Verbraucherschutz) und Alois Rainer (Landwirtschaft, Ernährung und Heimat) an.
Der Vorsitz der VSMK wechselt jährlich in einem festgelegten Turnus und liegt 2025 bei der Berliner Senatorin für Justiz und Verbraucherschutz, Felor Badenberg (CDU). Die Geschäftsstelle ist beim zuständigen Fachministerium des jeweiligen Vorsitzlandes angesiedelt. Sie koordiniert die Kommunikation zwischen den Ländern und dem Bund sowie mit den anderen Fachministerkonferenzen und dient als Ansprechpartner für Verbände, Vereine, Behörden und Bürger.